# Ахтер-кастель

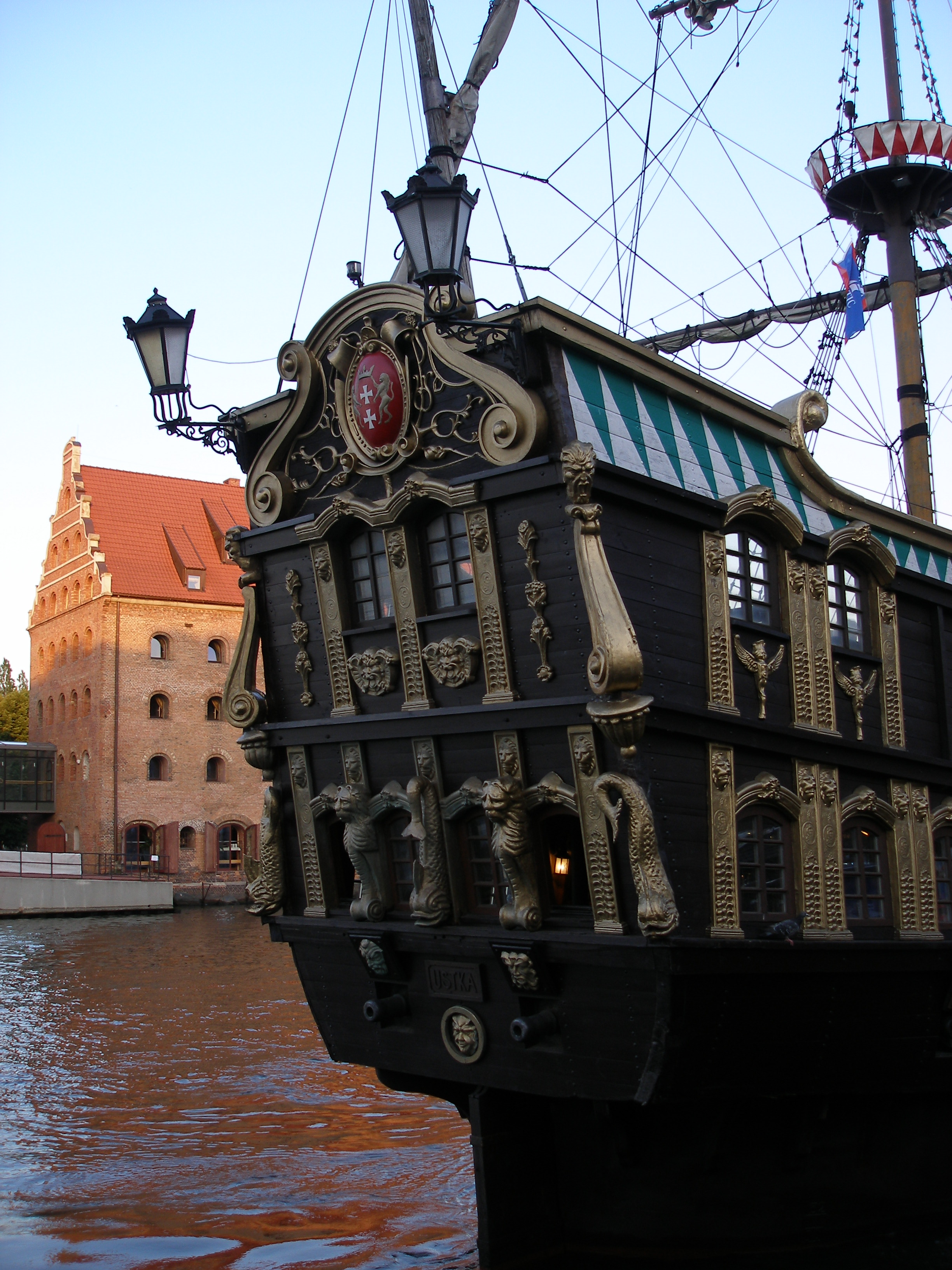
Ахтер-кастель галеона Lew

Ахтер-ка́стель (від нід. achterkasteel — «задній замок, задня башта») — кормова надбудова на вітрильних військових кораблях (караках, каравелах, галеонах, галеасах), що поєднувала в собі шканці і ют. В ахтер-кастелі розміщалися каюти капітана і його помічників, а верхній поміст був місцем для стрільців у морському бою. Аналогічна надбудова на носі дещо менших розмірів називається форкастель. Нижча палуба ахтер-кастеля називається квартердеком або шканцями, вища (біля гакаборта) — ахтердеком або ютом.
На пізніших кораблях ахтер-кастель іменується просто кормовою надбудовою, з боків у нього з'являються кормові галереї.

## Галерея

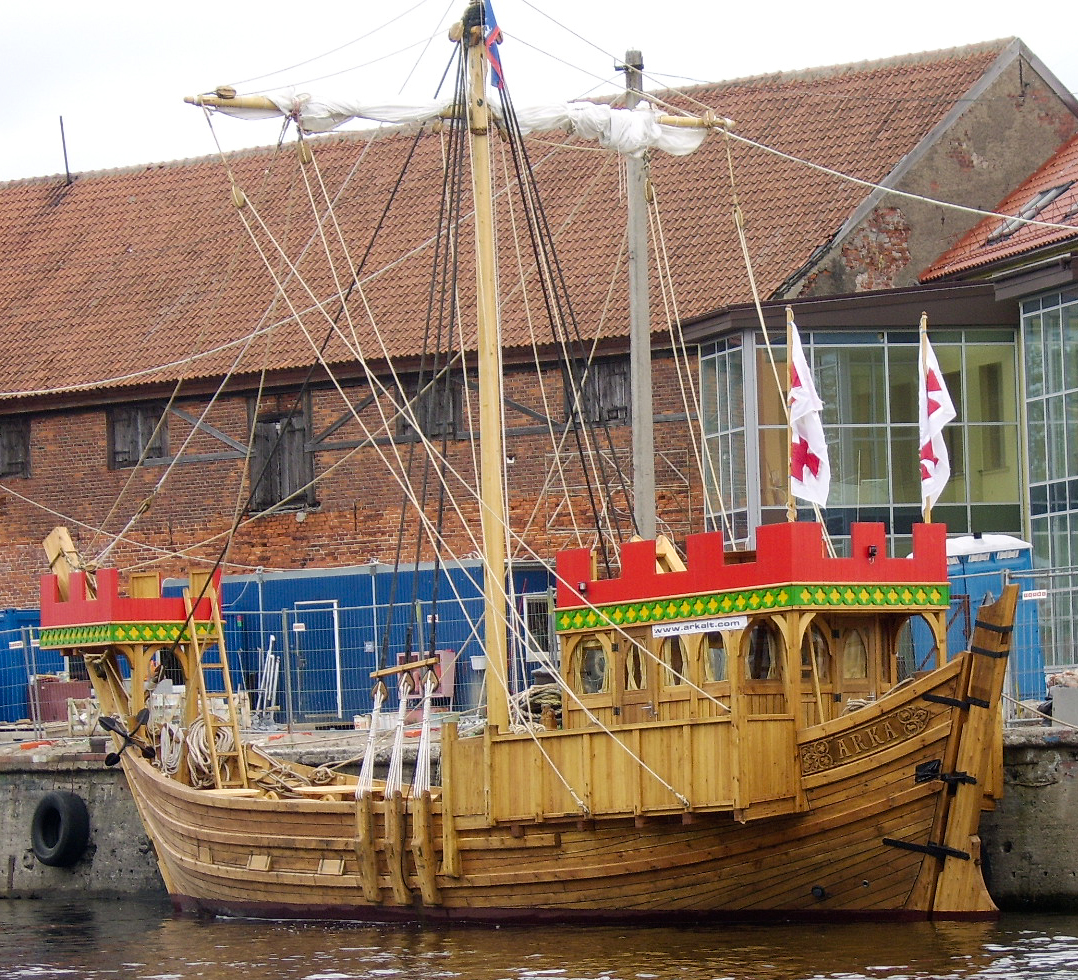
Ахтер-кастель і форкастель кога
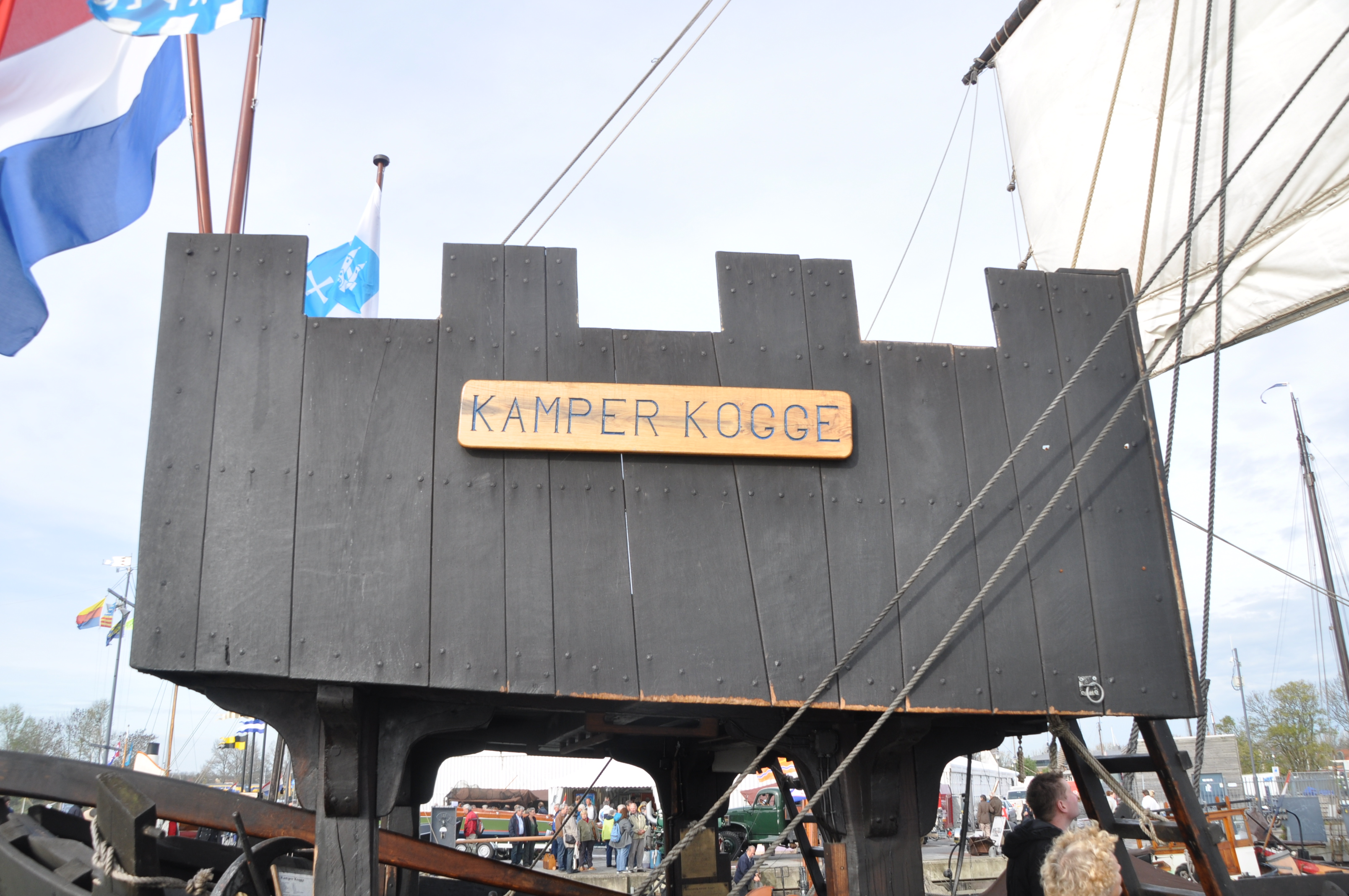
Ахтер-кастель кога
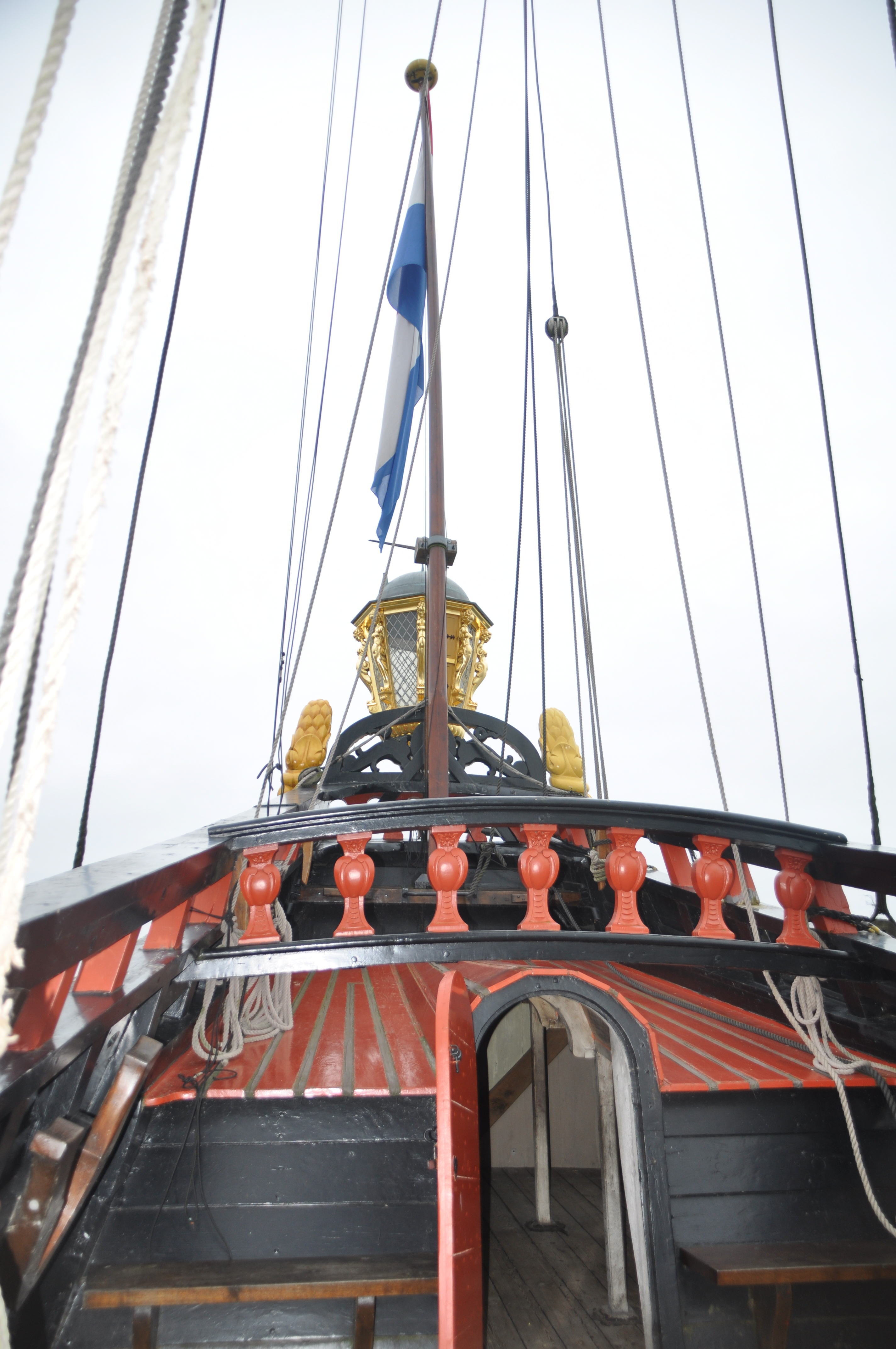
Ахтер-кастель галеона «Батавія», вид на ют
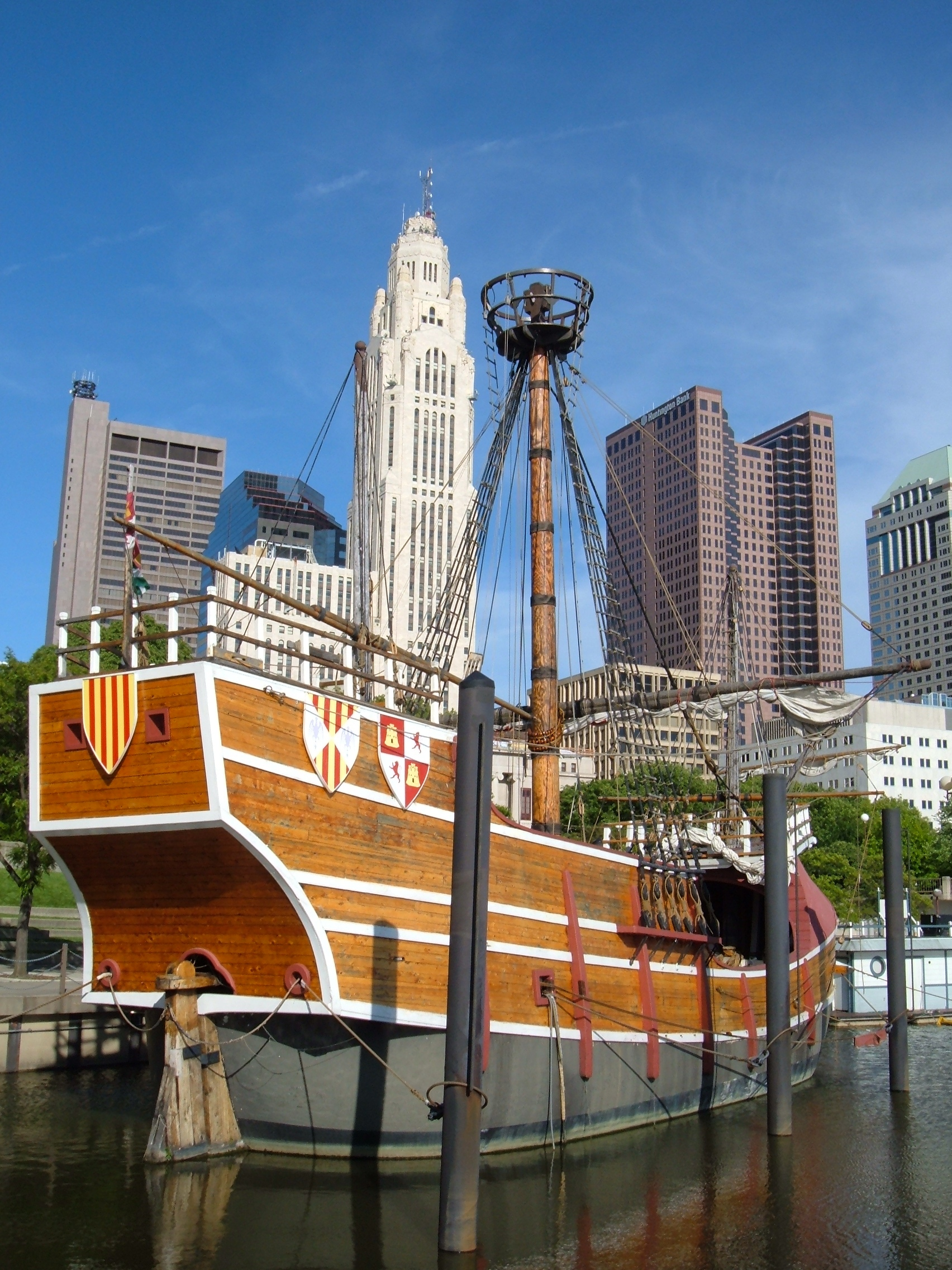
Ахтер-кастель караки «Санта-Марія»